# Неделен следобед
Неделен следобед е музикално-информационно предаване на Българското национално радио, излъчвано всяка неделя от 13.30 до 16.00 часа с водещи Юлиана Алексиева и Цветана Тончева. Във фокуса на предаването е класическата музика в най-широките ѝ рамки – от средновековната до най-съвременната. В интернет страницата на предаването е отбелязано:
„В този ден и час музиката и събитията диктуват съдържанието. Блоково предаване за:
- оперна, симфонична, кантатно-ораториална, камерна, оперетна, балетна... музика – че и джаз дори...
- музика от XII до XXI век.
- популярни и неизвестни творби от познати и непознати автори.
- интерпретации на знаменити артисти, забравени имена и изпълнители от бъдещето.
- записи от архивите и съвсем нови регистрации.
- актуални вести от света – разказани обикновено в първо лице от кореспонденти в чужбина като Жана Иванова от Италия и др.“